# James Robinson
James Robinson é um autor de histórias em quadrinhos americanas. Seu trabalho na série Starman lhe rendeu três indicações ao Eisner Award de "Melhor Escritor", em 1995, 1997 e 1998. Em 2010 foi novamente indicado ao prêmio, por seu trabalho na minissérie Justice League: Cry for Justice. À época, a nomeação foi vista como controversa, pois a minissérie havia sido criticada muito negativamente durante sua publicação. É o criador da série Leave It to Chance, vencedora do Eisner Award de "Melhor Nova Série" em 1997.